# 압둘팟타흐 시시
압둘 파타흐 사이드 후사인 칼릴 알씨씨(1954년 11월 19일 ~ , 아랍어: عبد الفتاح سعيد حسين خليل السيسي)는 이집트의 군인이자 정치인이다.
무함마드 무르시 대통령에 의해 2012년 8월 12일 국방부 장관 및 군 총사령관으로 임명되었으나, 자신을 임명한 무르시를 2013년 7월 3일 쿠데타를 주도하여 권좌에서 몰아냈다. 쿠데타 이후 7월 3일~4일간 이집트의 국가원수(元首)로 존재하였고, 7월 4일 헌법재판소장 아들리 만수르를 대통령 대행에 임명하여 권력을 이양하였으나 이후에도 영향력을 행사하여 사실상 군사정권을 유지하였다. 2013년 7월 16일 부총리에 임명되어 국방장관 및 군 총사령관을 겸직 수행하였으며 2014년 1월 27일 원수(元帥)로 진급하였다. 2014년 3월 26일 이집트 대통령 선거에 출마를 선언하며, 대선에 출마하려면 공직에서 물러나야 하는 선거법에 따라 국방장관 및 군 총사령관, 부총리직을 사임하였고 대통령에 당선되었다.

## 생애
1954년 11월 19일 이집트의 카이로에서 태어났다. 1977년 이집트 군사 학교를 졸업하였으며 이후 영국 합동지휘참모대와 미국 육군대학원 등에서 유학했다. 무바라크 정부에서는 사우디아라비아 주재 이집트 대사관 무관과 군 정보사령관 등을 지냈다.

### 국방부 장관
군사정보부 수장으로 있던 압둘 파타흐 알씨씨는 2012년 8월 12일 이집트 대통령 무함마드 무르시에 의해 전임 무함마드 후사인 탄타위를 이어 대장으로 진급함과 함께 국방부 장관 및 군 총사령관으로 임명되었다. 무르시는 임명을 통해 집권 이슬람 세력과 군부 사이 가교 역할을 기대한다고 밝혔었다.
이후 무르시의 경제 정책 실패로 반정부 시위가 지속되었고, 시시는 7월 1일 국영TV 연설을 통해 48시간 동안 해결책을 찾으라며 시한 내에 수용되지 않을 경우 주어진 책무에 따라 행동에 나설 것이라고 말했다. 그러나 무르시는 TV연설을 통해 대통령 직을 계속 수행할 것이며 군부에 최후통첩 철회를 요구하였다.

#### 군사 쿠데타
2013년 7월 3일 국방장관 압둘 파타흐 알씨씨를 중심으로 군부 쿠데타가 발생하였고, 무함마드 무르시는 대통령에서 축출되었다. 쿠데타 이후 시시는 이집트의 국가원수로 있었으며, 7월 4일 아들리 만수르 헌법재판소장을 임시 대통령에 임명하며 권력을 이양하였다. 그러나 이집트의 최고 실권은 여전히 시시가 장악하고 있으며, 7월 16일에는 부총리에 임명되어 국방부 장관 및 군 총사령관과 겸직하고 있다.

#### 시위 유혈 진압
시시 아래의 군부는 군인과 경찰을 동원해 무함마드 무르시 지지 세력의 시위를 유혈 진압하고 있다. 8월 16일에는 '분노의 금요일'을 맞아 발생한 시위를 무력 진압해 정부가 집계한 사망자는 최소 638명, 부상자는 4,200명 이상이며, 시위 중심 세력 무슬림형제단은 2,600명 이상이 숨졌다고 주장하고 있다. 카이로 시민은 저격수가 시내 곳곳에 배치되었으며, 광장 뿐 아니라 건물에 있는 사람도 쏘았다고 말했다.

#### 언론 장악
시시는 쿠데타로 무르시를 축출하기 전날인 7월 2일 이집트 신문 『알 아흐람』의 1면에 '축출이냐 사임이냐'라는 제목을 단 기사를 내보내도록 명령하였다. 시시의 언론 장악으로 군부 쿠데타 이후 이집트의 신문들은 친 군부 세력 성향의 기사를 내보내고 있으며, 8월 14일 군부의 시위 유혈 진압 과정 사진 대부분도 싣지 않았다.

## 논란
시시는 2011년 반정부 시위 때 여성 시위대에 대한 군의 '처녀성 테스트'를 옹호해 구설에 오르기도 했다.

## 역대 선거 결과
| 선거명      | 직책명          | 대수 | 정당   | 득표율 | 득표수       | 결과 | 당락 |
| ----------- | --------------- | ---- | ------ | ------ | ------------ | ---- | ---- |
| 2014년 선거 | 이집트의 대통령 | 6대  | 무소속 | 96.91% | 23,780,114표 | 1위  |      |
| 2018년 선거 | 이집트의 대통령 | 6대  | 무소속 | 97.08% | 21,835,387표 | 1위  |      |
| 2023년 선거 | 이집트의 대통령 | 6대  | 무소속 | 89.65% | 39,702,451표 | 1위  |      |

## 같이 보기
- 이집트의 정치
- 가말 압델 나세르